# (2923) Schuyler
(2923) Schuyler es un asteroide que forma parte del cinturón de asteroides y fue descubierto el 22 de febrero de 1977 por el equipo del Observatorio del Harvard College desde la Estación George R. Agassiz en Harvard (Massachusetts), Estados Unidos.

## Designación y nombre
Schuyler fue designado inicialmente como 1977 DA.
Más adelante se nombró en honor de la estudiante del Harvard College Catherine Schuyler por su colaboración en el Centro de Planetas Menores.

## Características orbitales
Schuyler orbita a una distancia media del Sol de 2,454 ua, pudiendo alejarse hasta 2,779 ua y acercarse hasta 2,129 ua. Tiene una excentricidad de 0,1324 y una inclinación orbital de 2,872°. Emplea en completar una órbita alrededor del Sol 1404 días.